# Philadelphus osmanthus
Philadelphus osmanthus är en hortensiaväxtart som beskrevs av Shiu Ying Hu. Philadelphus osmanthus ingår i släktet schersminer, och familjen hortensiaväxter. Inga underarter finns listade i Catalogue of Life.